# 智・感・情

智・感・情

智・感・情（ち・かん・じょう）は、黒田清輝が1897年に発表した絵画作品。東京国立博物館黒田記念館蔵。
1900年のパリ万博に『裸婦習作』(Etude de Femme)のタイトルで出品され、銀賞を受賞している。小川花と幸姉妹をモデルとして描き、日本人女性をモデルに制作された最初の油彩裸婦画とされている。それぞれは当時の画壇で「画家の三派」と位置づけられていた理想主義(智)、印象主義(感)、写実主義(情)を象徴化したものとされている。
2011年に村上隆がTony、KEI、大槍葦人らと発表した『黒田清輝へのオマージュ』はこの作品のオマージュである。